# Bitwa pod Kaesŏngiem
Bitwa pod Kaesŏngiem – jedno z pierwszych starć w wojnie koreańskiej, w dniach 25–26 czerwca 1950; toczona równolegle z bitwą pod Korangp’o.
Starcie zakończyło się zwycięstwem Północy, której żołnierze zdobyli Kaesŏng – ważne miasto przemysłowe. Armia Południa musiała się wycofać.